# Shūmehrī
Shūmehrī (persiska: شومهری, Shūmedrī) är en ort i Iran.   Den ligger i provinsen Kerman, i den sydöstra delen av landet, 1 100 km sydost om huvudstaden Teheran. Shūmehrī ligger 499 meter över havet och antalet invånare är 585.
Terrängen runt Shūmehrī är platt norrut, men söderut är den kuperad. Runt Shūmehrī är det glesbefolkat, med 8 invånare per kvadratkilometer. Närmaste större samhälle är Govūjak Chehel Manī, 15,6 km öster om Shūmehrī. Trakten runt Shūmehrī är ofruktbar med lite eller ingen växtlighet.